# Агни в Аюрведе
Агни на санскрите означает «огонь», и, согласно Аюрведе, Агни является сущностью, отвечающей за все пищеварительные и метаболические процессы в организме человека.

## Классификация Агни в зависимости от его местоположения
В зависимости от стадии метаболизма, на которой конкретный Агни функционально активен, Агни подразделяется на три подкласса: «Джатхар-агни», «Бхут-агни» и «Дхатв-агни».

### Джатхарагни
В то время как Джатхар-агни воздействует на пищу в пищеварительном тракте и превращает ее в усваиваемую форму, Бхут-агни действует после того, как переваренный материал был поглощен.

### Бхут-агни
Бхутагни бывает 5 типов. Каждый из этих 5 воздействует на 5 первичных составляющих поглощаемой пищи: Землю, Воду, Огонь, Воздух и Пространство. Эти 5 бхут-агни преобразуют субстраты в такую форму, которая может быть ассимилирована на тканевом уровне.

### Дхатв-агни
Третий класс Агни, Дхатвагни, действует на уровне тканевого метаболизма и способствует питанию тканей тканевым метаболизмом. Он бывает 7 типов в зависимости от типа ткани, которую он помогает питать.

## Классификация Агни на основе его силы
Кроме того, Аюрведа признает четыре функциональных состояния Агни: сам-агни (регулярное), вишам-агни (нерегулярное), тикшн-агни (сильное) и манд-агни (слабое). .  

### Сам-агни
Самагни обеспечивает полное переваривание съеденной пищи в нужное время без каких-либо нарушений. Его активность не слишком интенсивна и не слишком слаба. Это просто уместно и, следовательно, тоже идеально. Это получается, когда все Доши, Вата-Питта-Капха находятся в состоянии равновесия.

### Вишам-агни
Вишамагни представляет собой непредсказуемое состояние Агни из-за доминирования Ваю. Иногда он быстро переваривает пищу, а иногда делает это очень медленно, демонстрируя непредсказуемость.

### Тикшн-агни
Тикшнагни возникает из-за доминирования Питты, которая интенсивна и, следовательно, легко переваривает даже очень тяжелую пищу за очень короткий промежуток времени.

### Манд-агни
Мандагни противоположен Тикшнагни: он подавлен в своей деятельности. Этот Агни не способен переварить и усвоить даже небольшое количество пищи. Это состояние Агни является результатом доминирования Капхи.
- Сушрута Самхита
- Традиционная медицина